# اردبیله
اردبیله(به لاتین: Ərdəbilə) نام یک دهکده کوچک در رایون لریک جمهوری آذربایجان است. این دهکده ۱۹۰ نفر جمعیت دارد.